# Отловића пећина
Отловића пећина (Пећина на Вису) је пећина у Републици Српској чији се улаз налази изнад засеока Тепићи, на планини Чемерници, на 1.100 метара апсолутне висине. Пећину су открили и истражили спелеолози СД ,,Пионир" 1985. године.
Спелеоморфолкошки, ова пећина се састоји од два веома велика канала, мање дворане и једног сужења, укупне дужине 130 метара. Пећински канали су изузетно богати и у цијелости испуњени пећинским накитом, сталактити и сталагнити, који се формирају стотинама година под утицајем воде. Најатрактивнији облици су пећински стубови који се налазе се у дворани. Доминирају масивни пећински стубови који готово у потпуности испуњавају ову пећину. У завршном каналу налазе се велики саливи, сталактити формирани на пукотинама хоризонталне таванице и пећински стубови. 
Обилазак Отловића пећине надомак Кнежева је организован у склопу јесењег курса спелеологије 29.11.2015. године.